# Saint-Germain-et-Mons
Saint-Germain-et-Mons – miejscowość i gmina we Francji, w regionie Nowa Akwitania, w departamencie Dordogne.
Według danych na rok 1990 gminę zamieszkiwały 523 osoby, a gęstość zaludnienia wynosiła 37 osób/km² (wśród 2290 gmin Akwitanii Saint-Germain-et-Mons plasuje się na 696. miejscu pod względem liczby ludności, natomiast pod względem powierzchni na miejscu 807.).